# Туран (информационное агентство)
«Туран» (азерб. Turan İnformasiya Agentliyi) — азербайджанское независимое информационное агентство.

## Общие сведения
Основано в мае 1990 года в Баку группой журналистов, став одним из первых независимых агентств бывшего СССР.
Агентство выпускало новости, аналитические статьи и обозрения об Азербайджане, с такими рубриками как политика, экономика, энергетика, финансы, общество, культура, репортажи. Агентство выпускало информацию на азербайджанском, английском и русском языках. Материалы «Турана» использовались Reuters, France Рresse, BBC и другими известными СМИ в качестве источника информации.
В 2017 году директор «Туран» Мехман Алиев был задержан азербайджанскими властями с последующим арестом счетов компании под предлогом неуплаты налогов. Международные организации и официальные представительства ряда стран, в том числе США, Германии, Франции, Норвегии и Великобритании, призвали власти Азербайджана к немедленному освобождению Алиева и соблюдению прав человека.
13 февраля 2025 года Агентство из-за финансовых проблем приостановило деятельность.